# Hipposaurus
Genre
Espèces de rang inférieur
- † Hipposaurus boonstrai Haughton, 1929 (espèce type)
- † Hipposaurus brinki Sigogneau-Russell, 1970

Hipposaurus (littéralement « Lézard-cheval ») est un genre éteint de thérapsides biarmosuchiens ayant vécu durant le milieu du Permien dans ce qui est aujourd'hui l'Afrique du Sud.

## Systématique

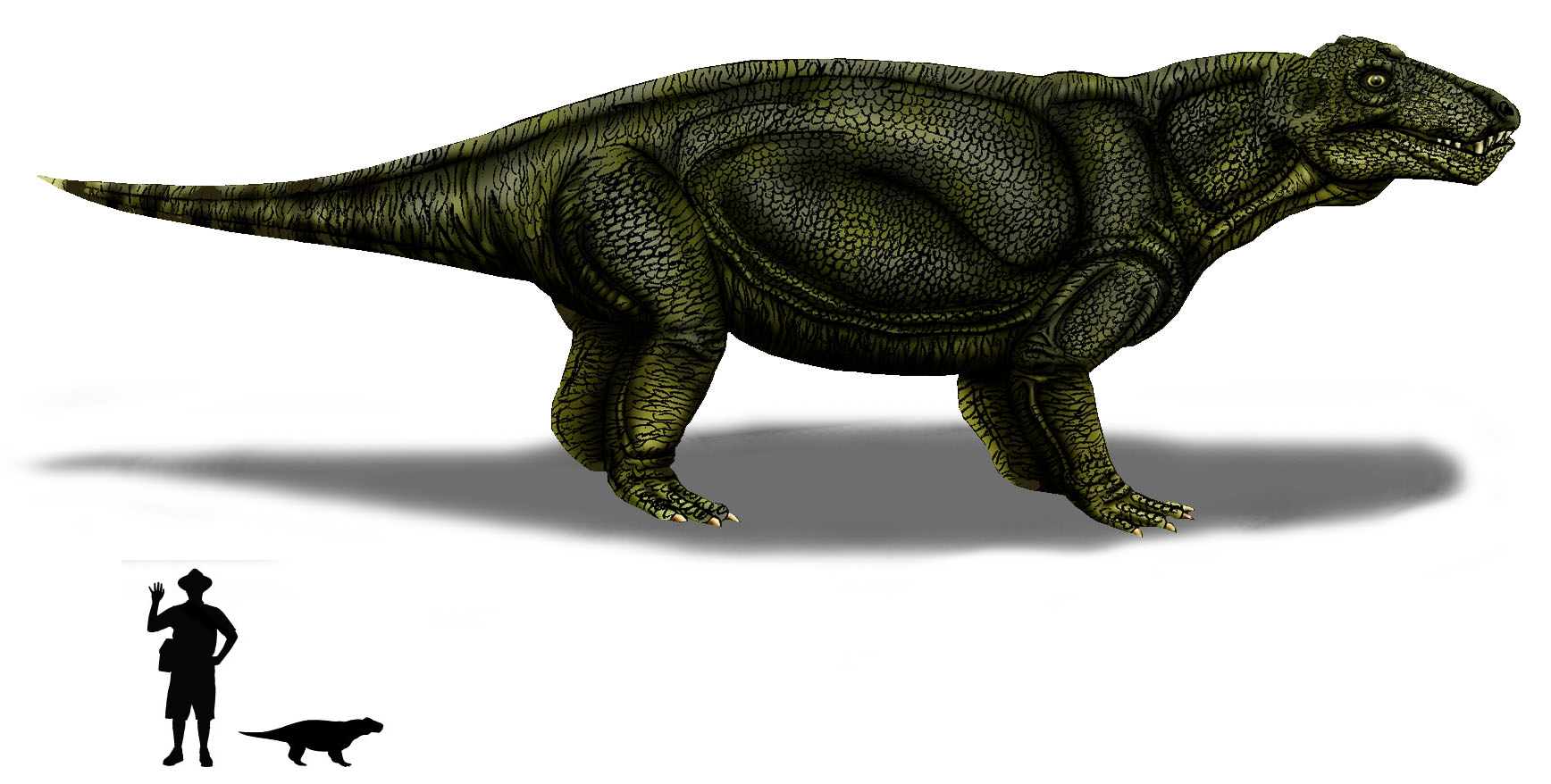
Vue d'artiste d’Hipposaurus boonstrai (taille comparée à celle d'un humain).

Le taxon a été décrit pour la première fois en 1929 par S. H. Haughton comme H. boonstrai sur la base d'un crâne et d'un squelette associé, et a ensuite été considéré comme un gorgonopsien de la famille, aujourd'hui déplacé, des « Ictidorhinidae » par Robert Broom en 1932. Il est maintenant considéré comme un biarmosuchien basal, mais ses affinités restent incertaines. H.boonstrai est actuellement connu à partir de deux spécimens seulement au Iziko South African Museum (en) au Cap. Une autre espèce H.brinki est basé sur un seul crâne qui a été décrit par D. Sigogneau en 1970. Cependant, le mauvais état de l'holotype signifie que la plupart des considérations des biarmosuchiens l'ignorent.

## Liste d'espèces
Selon BioLib (25 août 2021) :
- † Hipposaurus boonstrai Haughton, 1929 - espèce type
- † Hipposaurus brinki Sigogneau-Russell, 1970

## Publication originale
- (en) S. H. Haughton, « On some New Therapsid Genera », Annals of the South African Museum, Le Cap, Inconnu, vol. 28,‎ 1929, p. 55-78 (ISSN 0303-2515, OCLC 1647291, lire en ligne).